# Amtsgericht Merseburg

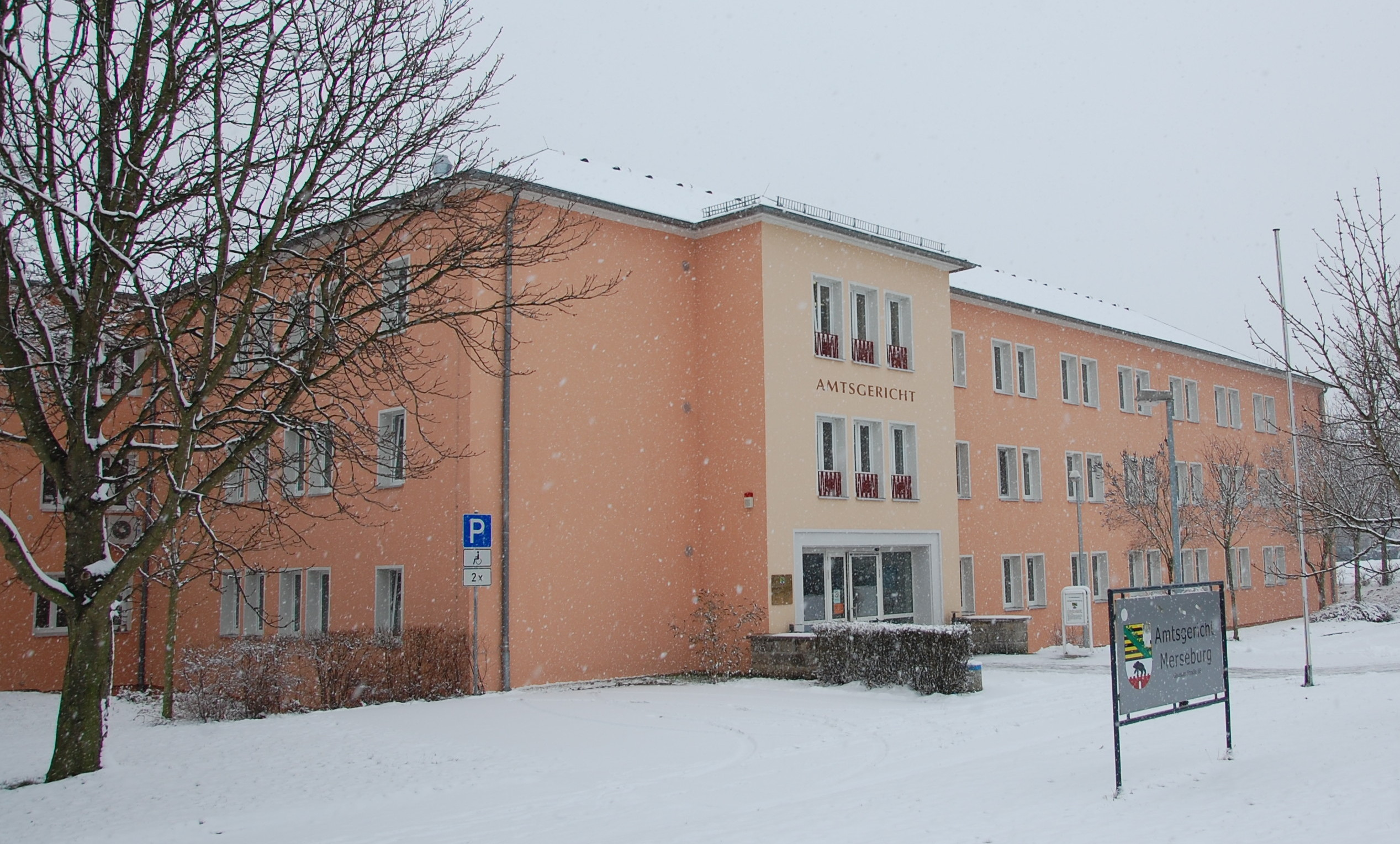
Amtsgericht Merseburg (2013)

Das Amtsgericht Merseburg ist ein Gericht der ordentlichen Gerichtsbarkeit in Deutschland. Es gehört zum Bezirk des Landgerichtes Halle und des Oberlandesgerichtes Naumburg.
Sitz des Gerichtes ist Merseburg. Das Gerichtsgebäude befindet sich an der Adresse Geusaer Straße 88, südwestlich der Merseburger Innenstadt.
Der Gerichtsbezirk umfasst die Städte Bad Dürrenberg, Bad Lauchstädt, Braunsbedra, Farnstädt, Leuna, Merseburg, Mücheln, Querfurt und Schraplau, sowie die Gemeinden Barnstädt, Nemsdorf-Göhrendorf, Obhausen, Schkopau und Steigra, die alle zum Saalekreis gehören. Das restliche Kreisgebiet gehört zum Bezirk des Amtsgerichtes Halle, mit dem das Gericht einen gemeinsamen Bereitschaftsdienst betreibt.

## Geschichte
Im Jahre 1821 wurde in Merseburg das Gerichtsamt Merseburg-Stadt sowie das für die Vorstädte Altenburg und Neumarkt zuständige Gerichtsamt Merseburg Land gebildet. 1835 wurden beide zu einem Land- und Stadtgericht vereinigt. 1849 wurden diese Gerichte und die Patrimonialgerichte aufgehoben und das Kreisgericht Merseburg eingerichtet. Zum Gerichtsbezirk gehörten ab 1849 auch die östlichen Randgemeinden des Landkreises Querfurt. Im Rahmen der Reichsjustizgesetze wurden reichsweit einheitlich Oberlandes-, Land- und Amtsgerichte gebildet. Das königlich preußische Amtsgericht Merseburg wurde mit Wirkung zum 1. Oktober 1879 als eines von 16 Amtsgerichten im Bezirk des Landgerichtes Halle im Bezirk des Oberlandesgerichtes Naumburg gebildet. Der Sitz des Gerichtes war die Stadt Merseburg. Sein Gerichtsbezirk umfasste den Landkreis Merseburg außer den Teilen, die den Amtsgerichten Halle, Lauchstädt, Lützen und Schkeuditz zugeordnet waren. Am Gericht bestanden 1880 vier Richterstellen. Das Amtsgericht war damit das drittgrößte Amtsgericht im Landgerichtsbezirk. Im Jahre 1945 wurde der Gerichtsbezirk an das Gebiet des Kreises Merseburg angeglichen. In diesem Zusammenhang wurde das Amtsgericht Lützen 1945 geschlossen und sein Sprengel dem Amtsgericht Merseburg zugeordnet.
In der DDR wurden 1952 die Amtsgerichte aufgehoben und einheitlich Kreisgerichte gebildet. Merseburg kam zum Kreis Merseburg, entsprechend entstand das Kreisgericht Merseburg im Bezirk des Bezirksgerichtes Halle. Mit dem Gerichtsorganisationsgesetz von Sachsen-Anhalt wurden das Kreisgericht 1992 aufgehoben und erneut ein Amtsgericht Merseburg gebildet und erneut dem Landgericht Halle zugeordnet.